# Іловець (Люблінське воєводство)
Іловець (пол. Iłowiec) — колишнє українське село в Польщі, у гміні Скербешів Замойського повіту Люблінського воєводства.
Населення — 204 особи (2011).

## Розташування
Знаходиться на Закерзонні (в історичній Холмщині).

## Історія
У 1828 р. в селі були 53 будинки і 300 жителів.
Місцевими жителями були русини (українці) які під впливом римокатолицьких власників фільварку поступово латинізувались і спольщувались.
У 1882 р. були водяний млин з двома каменями, початкова школа, 8 будинків фільваркових і 44 селянські; з 81 жителя 69 визнавали себе православними, 12 визнанців римокатолицького сповідання були мешканцями фільварку і першими підлягли латинізації.
Завершення латинізації всіх жителів села настало після царського указу 1905 року.
У 1975-1998 роках село належало до Замойського воєводства.

## Демографія
Демографічна структура станом на 31 березня 2011 року:
|          | Загалом | Допрацездатний вік | Працездатний вік | Постпрацездатний вік |
| -------- | ------- | ------------------ | ---------------- | -------------------- |
| Чоловіки | 102     | 24                 | 59               | 19                   |
| Жінки    | 102     | 19                 | 46               | 37                   |
| Разом    | 204     | 43                 | 105              | 56                   |